# Cattleya labiata
Cattleya labiata é uma espécie que, no final do verão e princípio do outono exibe sua exuberante floração. Espécie considerada "Rainha do Sertão", foi classificada e descrita por John Lindley, em 1824. Ocorre apenas  na região Nordeste do pais, sendo endêmica do país e ocorrendo nos estados do Ceará, Pernambuco, Bahia, Sergipe, Alagoas e Paraíba. Ela participa da maior parte dos cruzamentos de hibridização existente em Cattleya, por ser de ótima armação, muito bom perfume. Foi a primeira Cattleya catalogada no gênero e descrita por John Lindley em 1824 (Collectanea Botanica t. 33).

## Sinonímias
- Cattleya lemoniana Lindley
- Epidendrum labiatum Reichenbach f.
- Cattleya labiata vera Veitch
- Cattleya labiata var. autumnalis Linden
- Cattleya warocqueana Linden ex Kerchove
- Cattleya labiata var. warocqueana Rolfe
- Cattleya labiata var. genuina Stein

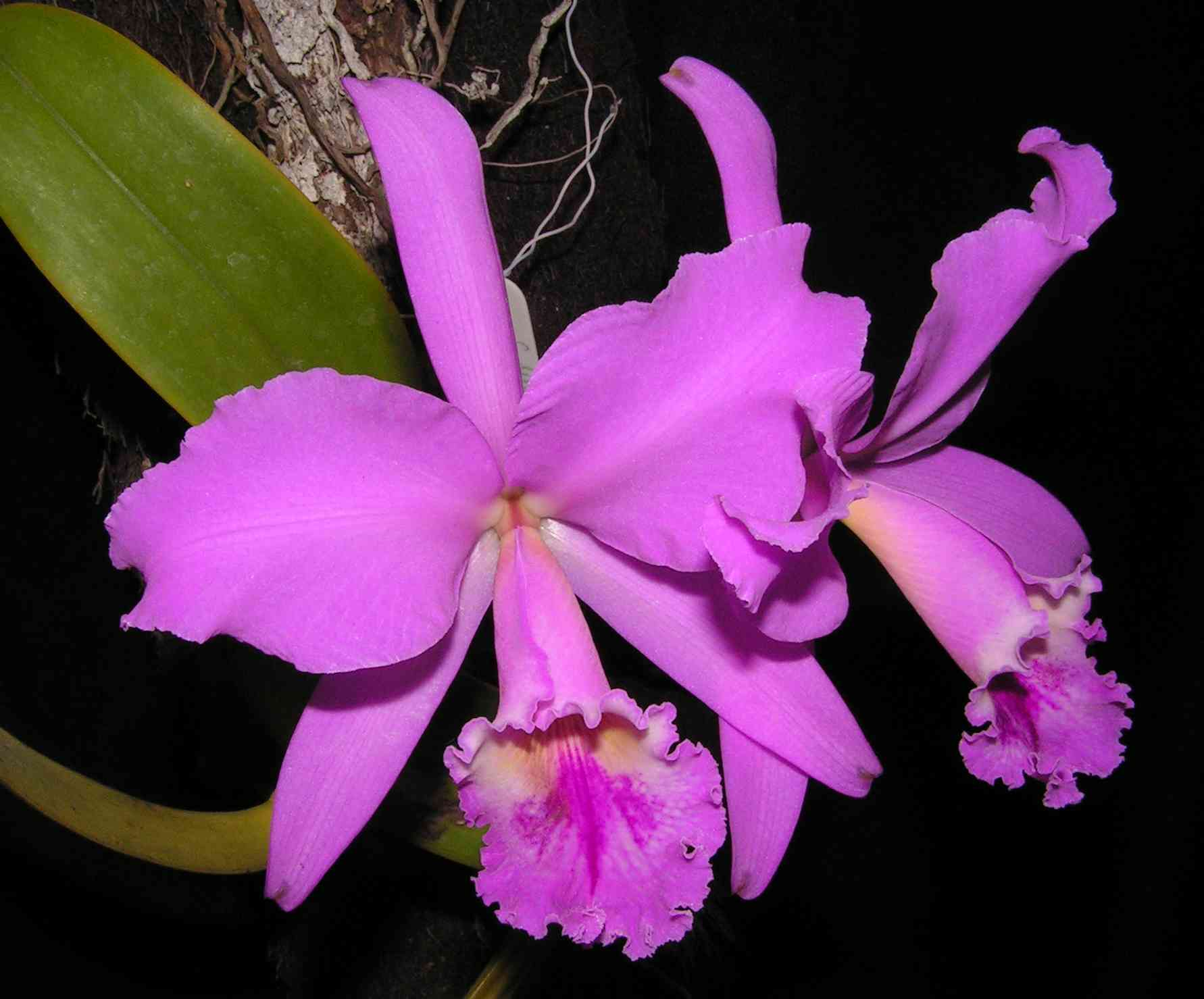
Cattleya labiata "Tipo" Lindl. 1821

## Habitat
Planta epífita que vegeta sobre árvores em brejos de altitude com locais bastante úmidos, sempre protegidos do sol intenso. Vegeta numa altitude entre 500 e 1000 metros, geralmente na região da caatinga no nordeste.
Ela procede em maior número de habitats dos estados do Ceará, Paraíba, Pernambuco e Alagoas. Ocorre ainda em uma pequena população disjunta em uma serra exatamente na divisa entre Sergipe e Bahia e também no Espirito Santo. A espécie não ocorre de forma contínua e sim como pequenas manchas em áreas montanhosas mais úmidas em meio às áreas secas do agreste e do sertão nordestino.  

## Planta
São plantas muito vigorosas, com pseudobulbos em forma de clava com ranhuras por onde escorre a água coletada,comprimidos e sulcados, apresentando uma única folha (unifoliada) oblongo-elíptica grossas e coriáceas com tonalidade verde, ás vezes arroxeado dependendo da incidência de luz solar, chegando até 25 centímetros de altura. Inflorescências compostas de 2 a 5 flores variando de 15 até 20 cm por frente, perfume forte (com maior intensidade no inicio da manhã).

## Flor
Flor com 20 a 25 centímetros de diâmetro,  pétala e sépalas de colorido típico lilás-médio em diversas tonalidades. As sépalas são lanceoladas e as pétalas mais largas, ovóides e onduladas. O labelo apresenta variações das quais destacamos as mais comuns como segue:
- Anelata: apresenta na entrada do tubo um colorido em forma de anel;
- Atro: colorido escuro do labelo, estendendo-se pela parte externa do tubo até a junção com as pétalas e sépalas;
- Íntegra: a mancha escura do lóbulo frontal estende-se pela parte interna do labelo penetrando pelo tubo;
- Orlata: quando a mancha escura frontal estende-se pela sua orla superior;
- Venosa: veias escuras entrecortando o colorido na base do labelo.

## Principais variedades

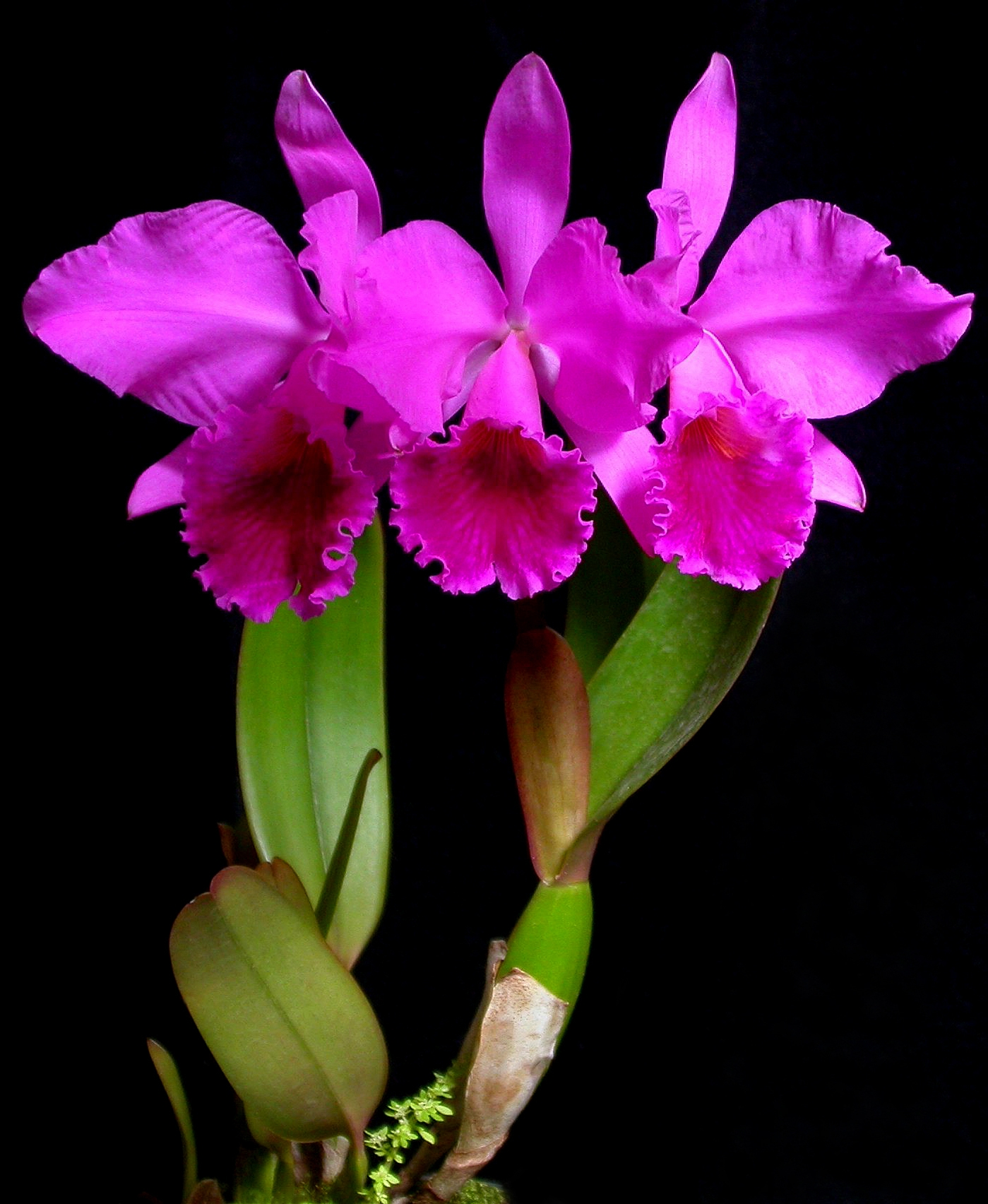
Cattleya labiata rubra

- Alba: pétalas e sépalas branco-puro, apresentando no interior do tubo colorido amarelo. Clones mais conhecidos: "Fumeiro", "Angerer" e "Octávio Fontes".
- Coerulea: pétalas e sépalas ligeiramente azuladas, apresentando no lóbulo frontal do labelo tom mais intenso. Clone: "Azulão".
- Amethystina: pétalas e sépalas levemente azuladas e lóbulo frontal do labelo de cor ametista. Principal clone: "Canoinha" ou "Norma Dreher".Cattleya labiata var. alba 'Sônia'

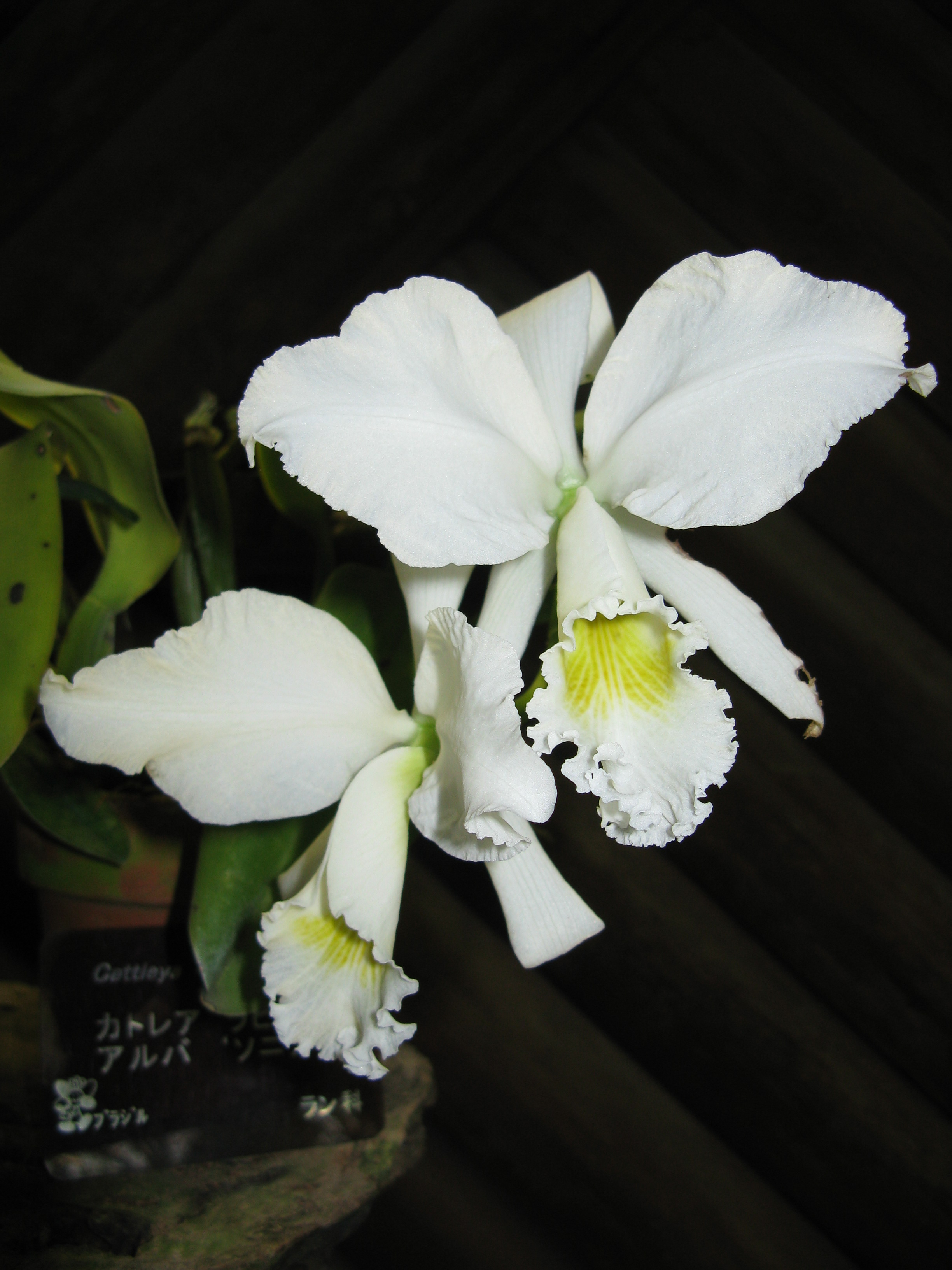
Cattleya labiata var. alba 'Sônia'

- Concolor: pétalas, sépalas e labelo apresentando um só tom de colorido. Clone: "Walter Dreher".
- Amesiana: pétalas e sépalas suavemente rosadas e labelo de colorido um pouco mais intenso. Clone: "Márcia Regina".
- Amoena: pétalas e sépalas brancas, apresentando no lóbulo frontal um colorido lilás/róseo claro. Clone mais famoso "Flagstad"
- Semi-alba: pétalas e sépalas brancas e lóbulo frontal do labelo colorido. Clones mais conhecidos: "Marina", "Cooksoniae" e "Luar de março".
- Rubra: pétalas e sépalas lilás-escuras quase rubras e lóbulo frontal do labelo purpureo. Clones: "Guerreiro" e "Schuller".

A planta considerada Tipo tem pétalas e sépalas lilás escuro e lóbulo frontal do labelo de cor púrpura. Clones mais conhecidos: "Cara Branca", "Guarani", "Rosa Rinaldi" ou "Emilia" e "Juliana".
Fonte: João Paulo de Souza Fontes, "A Rainha do Nordeste Brasileiro", Edição Europa.

## Época de floração
A C. labiata geralmente inicia a brotação entre outubro e novembro e floresce no período que vai de fevereiro a abril, diferenciando da C. warneri que floresce geralmente de setembro a dezembro.

## Cultivo
Planta de fácil cultivo, participa da maior parte das hibridizações pela forma e armação, pode ser cultivada em pedaços de madeira, vasos de cerâmica ou caixetas, ou ainda podem ser utilizados vasos de plastico para o cultivo dessa Cattleya. Os vasos não devem reter água para não facilitar o surgimento de patógenos que apodrecem principalmente as raízes. 
O substrato deve ser bem aerado composto principalmente por chips de coco lavado (30%), casca de pinus bem lavada (30%) brita tamanho 2 (20%) e carvão (20%), ainda com pedras no fundo do vaso para a drenagem, estabilidade e sustentação para isso utilizar cacos de telha, argila expandida, ou pedras de tamanho médio. A luminosidade deve ser em torno de 50%, podendo utilizar telas de sombreamento ou cultiva-la debaixo de arvores. para a umidade e temperatura locais com pouca incidência de vento e media umidade são os mais indicados (molhar o chão do ambiente de cultivo pode aumentar essa umidade, sendo assim aconselhável). 
No verão as regas devem ser de duas vezes por semana, já no inverno um vez por semana tomando cuidado com o excesso de umidade, podendo até cortar as regas se houver a necessidade. Adubação geralmente deve ser de uma vez por semana ou a cada quinze dias dependendo do adubo e das suas recomendações assim descritas na embalagem.
Para o uso do adubo orgânico, criar sacos pequenos de voile ou outro tecido e colocar o pó dentro, isso ajuda a não acidificar o substrato com mais rapidez, para adubos químicos diluir e aplicar. Deve-se tomar cuidado com pragas e patógenos: lesmas, caracóis, tatuzinhos, cigarrinhas, pulgões, baratas da terra, embuás, cochonilhas, hortesia, lagartas e ainda fungos bactérias e vírus.
Lavar bem todo material de cultivo com água sanitária ajuda muito a reduzir as infecções, e no caso de pragas medidas profiláticas devem ser tomadas, ao adquirir uma nova planta observar bem toda extensão da planta, se existem mancha negras, partes apodrecidas (bulbos mais escuros, geralmente amarronzados),ou ainda a presença dos animais acima citados, seja na planta ou no substrato, para verificar as raízes da planta imergir completamente o vaso da planta por alguma horas na água ajuda a matar pragas que estejam escondidas nas raízes. o termômetro do bom cultivo será sempre o estado da sua orquídea, se a planta estiver bem ela estará demonstrando isso através de enraizamento, nascimento de novos pseudobulbos e até floração, a observação leva a aquisição de experiência, então sempre observar o estado da sua planta é o mais indicado, e para maiores duvida inúmeros fóruns estão disponibilizando conhecimento especifico do cultivo de cada especie.